# Рауль Бланко (уругвайський тренер)
Не варто плутати з австралійським футболістом і тренером Раулем Бланко, що тренував, зокрема, збірну Австралії, а також низку місцевих клубів
Рауль В. Бланко (ісп. Raúl V. Blanco; нар. 7 вересня 1895, Канелонес — дата смерті невідома) — уругвайський тренер з фізпідготовки, професор, футбольний тренер, який привів збірну Уругваю до перемоги в чемпіонаті Південної Америки 1935 року.

## Біографія
Імовірно, Рауль В. Бланко народився 7 вересня 1895 року в Канелонесе, оскільки в реєстрації актів цивільного стану Уругваю за період з 1879 по 1930 роки є лише одна людина, що відповідає відомим біографічним даним Бланко. Даних про те, що Бланко грав у футбол в Прімері Уругваю за якусь команду, також не збереглося.
Бланко був професором з фізичної підготовки, очолював Спортивний майданчик № 5 у Монтевідео (Plaza de Deportes de la Unión). У 1927 році Бланко був помічником свого співвітчизника Педро Олів'єрі в тренерському штабі збірної Перу на домашньому чемпіонаті Південної Америки.
У 1932 році Бланко був призначений головним тренером збірної Уругваю, змінивши на цьому посту тріумфатора чемпіонату світу 1930 року Альберто Суппічі. Вже 21 січня 1933 року «селесте» зіграла під його керівництвом перший товариський матч і здобула перемогу з рахунком 2:1. У тому ж році Уругвай провів ще два товариських матчі проти аргентинців, але їх уругвайці програли — 5 лютого в Авельянеді з рахунком 1:4, і 14 грудня в Монтевідео 0:1.
У 1934 році Уругвай зіграв ще два товариських матчі проти Аргентини, проте в реєстрі ФІФА значиться тільки гра 15 серпня, у якій аргентинці знову були сильнішими за гостей — 1:0. В неофіційному матчі, зіграному 18 липня, бала зафіксована нічия 2:2.
У 1935 році Рауль Бланко привів збірну Уругваю до перемоги в чемпіонаті Південної Америки в столиці Перу Лімі. «Селесте» у першій грі 13 січня з мінімальним рахунком обіграли господарів Судамерикано (1:0), потім 18 січня з рахунком 2:1 обіграли Чилі. У заключному матчі 27 січня Уругвай розгромив Аргентину з рахунком 3:0.
Після тріумфу на континентальному рівні Бланко ще один раз керував збірною як головний тренер — у товариському матчі 18 липня його команда зіграла внічию з Аргентиною — 1:1. Після цього в збірну Уругваю повернувся Суппічі.
В Уругваї у 1937—1952 роках виходили книги Рауля Бланко, присвячені правилам і тактиці футболу, а також методам фізпідготовки спортсменів.

## Тренерські титули
- Чемпіон Південної Америки (1): 1935